# Rinkaby, Örebro kommun
Rinkaby är kyrkbyn i Rinkaby socken och en småort i Örebro kommun i Närke.
Orten ligger väster om Glanshammar och här ligger Rinkaby kyrka.
Rinkaby bys Idrottsklubb förkortat RB IK är Rinkabys idrottsklubb.